# Guatemala ai Giochi della XXIX Olimpiade
Il Guatemala ha partecipato ai Giochi della XXIX Olimpiade di Pechino, svoltisi dall'8 al 24 agosto 2008, con una delegazione di 12 atleti.

## Atletica leggera
| Gara                   | Atleta          | Tempo     | Posizione |
| ---------------------- | --------------- | --------- | --------- |
| Maratona maschile      | Alfredo Arévalo | 2h 28'26" | 63        |
| Maratona maschile      | Amado García    | 2h 20'15" | 35        |
| Marcia 50 km maschile  | Luis García     | 3h 56'58" | 22        |
| Marcia 20 km femminile | Evelyn Núñez    | 1h 44'13" | 43        |

## Badminton
| Gara             | Atleta       | Turno 1 | Sedicesimi                     | Ottavi | Quarti | Semifinali | Finale |
| ---------------- | ------------ | ------- | ------------------------------ | ------ | ------ | ---------- | ------ |
| Singolo maschile | Kevin Cordón |         | Bao Chunlai (Cina) 17-21 16-21 |        |        |            |        |

## Equitazione
| Gara        | Atleta                | Cavallo     | Qualificazioni | Qualificazioni | Qualificazioni | Qualificazioni | Qualificazioni | Qualificazioni | Finale  | Finale  | Finale  | Finale  | Finale | Finale |
| Gara        | Atleta                | Cavallo     | Turno 1        | Turno 1        | Turno 2        | Turno 2        | Turno 3        | Turno 3        | Turno A | Turno A | Turno B | Turno B | Totale | Totale |
| Gara        | Atleta                | Cavallo     | Pen.           | Pos.           | Pen.           | Pos.           | Pen.           | Pos.           | Pen.    | Pos.    | Pen.    | Pos.    | Pen.   | Pos.   |
| ----------- | --------------------- | ----------- | -------------- | -------------- | -------------- | -------------- | -------------- | -------------- | ------- | ------- | ------- | ------- | ------ | ------ |
| Individuale | Juan Andrés Rodríguez | Orestus VDL | 9              | 52             | 9              | 40             | 13             | 41             |         |         |         |         |        |        |

| Gara        | Atleta         | Batterie | Batterie | Semifinali | Semifinali | Finale | Finale |
| Gara        | Atleta         | Tempo    | Pos.     | Tempo      | Pos.       | Tempo  | Pos.   |
| ----------- | -------------- | -------- | -------- | ---------- | ---------- | ------ | ------ |
| 100 m dorso | Gisela Morales | 1'02"92  | 38       |            |            |        |        |
| 200 m dorso | Gisela Morales | 2'14"45  | 27       |            |            |        |        |

## Pentathlon moderno
| Gara      | Atleta          | Tiro  | Tiro  | Scherma  | Scherma | Nuoto   | Nuoto | Equitazione | Equitazione | Corsa    | Corsa | Punteggio totale | Posizione |
| Gara      | Atleta          | Punti | Punt. | Vittorie | Punt.   | Tempo   | Punt. | Punti       | Punt.       | Tempo    | Punt. | Punteggio totale | Posizione |
| --------- | --------------- | ----- | ----- | -------- | ------- | ------- | ----- | ----------- | ----------- | -------- | ----- | ---------------- | --------- |
| Femminile | Rita Sanz-Agero | 171   | 988   | 7        | 568     | 2'29"41 | 1128  | 68,38       | 1116        | 11'09"98 | 1044  | 4844             | 34        |

## Pugilato
| Gara       | Atleta           | Sedicesimi                        | Ottavi | Quarti | Semifinali | Finale |
| ---------- | ---------------- | --------------------------------- | ------ | ------ | ---------- | ------ |
| Pesi mosca | Eddie Valenzuela | Somjit Jongjohor (Thailandia) 1-6 |        |        |            |        |

## Sollevamento pesi
| Gara   | Atleta          | Strappo | Strappo | Slancio | Slancio | Totale | Posizione |
| Gara   | Atleta          | Ris.    | Pos.    | Ris.    | Pos.    | Totale | Posizione |
| ------ | --------------- | ------- | ------- | ------- | ------- | ------ | --------- |
| 105 kg | Christian López | 150     | 17      | 186     | 17      | 336    | 17        |

## Tiro
| Gara  | Atleta             | Qualificazioni | Qualificazioni | Finale    | Finale       | Finale |
| Gara  | Atleta             | Punteggio      | Pos.           | Punteggio | Punt. totale | Pos.   |
| ----- | ------------------ | -------------- | -------------- | --------- | ------------ | ------ |
| Skeet | Juan Carlos Romero | 111            | 26             |           |              |        |

## Vela
| Gara           | Atleta      | Regata | Regata | Regata | Regata | Regata | Regata | Regata | Regata | Regata | Regata     | Regata | Punteggio | Pos. |
| Gara           | Atleta      | 1      | 2      | 3      | 4      | 5      | 6      | 7      | 8      | 9      | 10         | M      | Punteggio | Pos. |
| -------------- | ----------- | ------ | ------ | ------ | ------ | ------ | ------ | ------ | ------ | ------ | ---------- | ------ | --------- | ---- |
| Laser maschile | Juan Maegli | 44 DSQ | 9      | 39     | 16     | 44     | 32     | 39     | 12     | 15     | cancellata |        | 206       | 33   |